# Lilo et Stitch : Ouragan sur Hawaï
Lilo et Stitch : Ouragan sur Hawaï (Lilo & Stitch: Trouble in Paradise) est un jeu vidéo de plates-formes développé par Blitz Games et édité par Sony Computer Entertainment, sorti en 2002 sur Windows et PlayStation.

## Accueil
- Jeux vidéo Magazine : 13/20 (PS1)[1]